# 東昇里 (大里區)
東昇里，是臺中市大里區的里，位於該區北部偏東。

## 里名由來
因位居內新村（今大里區內新里）東側，為求吉祥雅化，取名「東昇」。

## 地理
東昇里面積1.1275平方公里，劃分為20鄰。本里東隔大里溪與太平區相望，西為日新里，南以東榮路與內新里相接，北鄰東區。

## 行政區劃沿革
東昇里於清代時隸屬藍興堡內新莊；明治35年（1902年）時，改隸臺中廳臺中區內新庄，至大正9年（1920年）則隨行政區調整，隸屬大屯郡大里庄內新大字。二次大戰結束後，國民政府接收臺灣，原先內新大字範圍被劃歸為內新村與東昇村，隸屬臺中縣大里鄉。民國82年（1993年）大里鄉升格為縣轄市大里市，隨之改制為東昇里。

## 交通
主要道路
- 台74線30 大里一、環中東路六段。
- 東榮路一段
- 新仁路二段
- 益民路一段
- 日新路
- 東昇路
- 鐵路街

臺中市市區公車
| 市區公車編號 | 業者     | 營運區間           |
| 7            | 東南客運 | 台中一中－長億高中 |

### 書籍
- 《臺灣地名辭書》卷十二《臺中縣》第二冊，第19-20頁

### 外部連結
- 臺中市大里區公所 沿革